# Давид Усманов
Давид Усманов (литературный псевдоним Давыда Абрамовича Галинского; 11 ноября 1936, Киев, Украинская ССР, СССР — 2000) — советский поэт-песенник.

## Биография
Родился в Киеве в семье Абрама Давыдовича Галинского (1909—1945) и Валентины Самойловны Магида. Отец, уроженец Сквиры, в годы Великой Отечественной войны командир огневого взвода 159-го гвардейского артиллерийского полка 75-й стрелковой дивизии, погиб 3 марта 1945 года в районе Старгарда в Померании.
Давид Усманов работал конферансье в Росконцерте. Сотрудничал с группой «Лейся, песня» (1974—1975). Как поэт-песенник писал стихи на музыку многих советских и российских композиторов, в числе которых Алексей Мажуков, Теодор Ефимов, Роман Майоров, Дмитрий Данин, Владимир Семёнов, Татьяна Островская, Евгений Мартынов, Игорь Крутой. Песни на стихи Давида Усманова вошли в репертуар Иосифа Кобзона, Аллы Пугачёвой, Михаила Боярского, Павла Смеяна, Вадима Мулермана, Ирины Понаровской, Людмилы Зыкиной, Александра Серова, Вилли Токарева и других известных исполнителей.

## Песни на стихи
- Анютины глазки — муз. В. Добрынина — исп. ВИА «Красные маки»
- Авиапочта — муз. И. Крутого — исп. Александр Серов
- Всё равно тебя люблю я — муз. Т. Ефимова — исп. ВИА «Ариэль»
- География-биография — муз. А. Мажукова — исп. ВИА «Верасы»
- Гордость — муз. Д. Данина — исп. Павел Смеян
- Дай ответ — муз. В. Семёнова — исп. ВИА «Коробейники»
- Если сердцем молод — муз. Е. Мартынова — исп. Вадим Мулерман, ВИА «Самоцветы», группа «Доктор Ватсон»
- Задумчивая грусть — муз. Т. Ефимова — исп. ВИА «Синяя птица»
- Квартиранты — муз. В. Семёнова — исп.
- Комната смеха — муз. Т. Ефимова — исп. ВИА «Ариэль»
- Лада — муз. В. Семёнова — исп.
- Любишь-не любишь — муз. В. Семёнова — исп.
- Маскарад природы — муз. Т. Островской — исп. И. Понаровская
- На Канарских островах — муз. Т. Ефимова — исп. ВИА «Весёлые ребята»
- Нам с тобой по пути — муз. Р. Майорова — исп. ВИА «Лейся, песня»
- Наташа — муз. А. Мажукова — исп. Е. Головин
- Нелётная погода — муз. Т. Ефимова — исп. ВИА «Синяя птица»
- Нет маленьких ролей — муз. Т. Ефимова — исп. Михаил Боярский
- Очень хорошо! — муз. А. Мажукова — исп. Алла Пугачёва
- Офицер — муз. О. Каледина — исп. Анастасия
- Памяти Эдит Пиаф — муз. Т. Ефимова — исп. ВИА «Синяя птица»
- Письмо отца (А. Дементьев и Давид Усманов) — муз. Е. Мартынова — исп. Вадим Мулерман, Е. Мартынов
- Расскажи мне, мама (А. Дементьев и Давид Усманов) — муз. Е. Мартынова — исп. Людмила Зыкина
- Реки России
- Роща кудрявая — муз. В. Семёнова — исп. ВИА «Коробейники»
- Сбылись мои мечты
- Скажи мне: Здравствуй! — муз. В. Токарева — исп. Вилли Токарев
- Со скоростью света — муз. Т. Ефимова — исп. ВИА «Синяя птица»
- Соловьи поют, заливаются — муз. Е. Мартынова — исп. Е. Мартынов, Михаил Котляр
- Страна моя, надейся на меня (Зовёт Земля, А. Дементьев и Давид Усманов) — муз. Е. Мартынова — исп. Е. Мартынов, Вадим Мулерман
- Твоя вина (А. Дементьев и Давид Усманов) — муз. Е. Мартынова — исп. София Ротару, Леонид Серебренников, Нина Бродская, Аида Ведищева
- Трубка мира (А. Дементьев и Давид Усманов) — муз. Е. Мартынова — исп Е. Мартынов
- Ты приносишь мне рассвет (А. Дементьев и Давид Усманов) — муз. Е. Мартынова — исп. Е. Мартынов, Аида Ведищева
- Цветы последние — муз. В. Семёнова — исп. ВИА «Синяя птица»